# Alberschwende
Alberschwende là một đô thị thuộc huyện district of Bregenz, Vorarlberg, Áo. Đô thị Alberschwende có diện tích 21,15 km², dân số thời điểm năm 2006 là 3026 người.